# Puccio (nome)
Puccio  è un nome proprio di persona italiano maschile.

## Varianti
- Maschili: Pucci[2]
- Femminili: Puccia[2], Pucci[2]

## Origine e diffusione
Si tratta di un ipocoristico, ottenuto principalmente dal nome Jacopo, ma anche da Giuseppe e Filippo, tramite vezzeggiativi quali "Jacopuccio", "Giuseppuccio" e "Filippuccio". Generalmente usato come soprannome, acquista talvolta dignità di nome indipendente.

## Onomastico
L'onomastico viene festeggiato lo stesso giorno del nome da cui è derivato.

## Persone
- Puccio Capanna, pittore italiano

Puccio Corona

- Puccio Corona, giornalista e conduttore televisivo italiano
- Puccio di Simone, pittore italiano
- Puccio Pucci, politico italiano
- Puccio Pucci, atleta e dirigente sportivo italiano
- Puccio Roelens, pianista, arrangiatore, direttore d'orchestra, compositore e produttore discografico italiano
- Puccio Sciancato, o Puccio dei Galigai, fiorentino citato da Dante nell'Inferno (Divina Commedia)

## Il nome nelle arti
- Secondo alcune teorie, si deve a un contadino di nome "Puccio D'Aniello" l'origine della celebre maschera della commedia dell'arte di Pulcinella.